# Lauricochacultuur
De Lauricochacultuur is een opeenvolging van prekeramische culturele perioden in de geschiedenis van Peru, over een peride van ongeveer 5000 jaar vanaf c. 8.000 tot 2.500 voor Christus.
De totale precolumbiaanse geschiedenis in Peru beslaat 15.000 jaar, beginnend bij ongeveer 13.000 v.Chr. toen de eerste gemeenschappen van jagers en verzamelaars hun sporen achterlieten in de hooglanden van Ayacucho en Áncash. Sporen van deze vroege groepen zijn gevonden in rotsgrotten van Lauricocha, Paccaicasa en Guitarrero.
De Lauricochagrot werd in 1957 ontdekt op een hoogte van meer dan 4000 m in de buurt van het Lauricochameer en de bron van de Marañón, een van de bovenlopen van de Amazone. Het bevatte de oudste in Peru gevonden menselijke resten, die kunnen worden gedateerd in de laatste ijstijd, c. 9.500 jaar geleden.
De vroege Peruaanse groepen van verzamelaars en jagers trokken tussen de ruige hooglanden en de kustgebieden, waarbij ze de beweging van de kuddes wilde dieren en de verandering van de seizoenen volgden. Lauricocha bij Huánuco was een van de belangrijke bergkampementen. De kunst van het bewerken van steen tot pijlpunten en messen was geavanceerd, en de mensen maakten grotschilderingen van dieren, jachttaferelen en dansen.

## Periodes
- Lauricocha I: 8000 - 6000 v.Chr. (Andes pre-keramiek III)
- Lauricocha II: 6000 - 4200 v.Chr. (Andes pre-keramiek IV)
- Lauricocha III: 4200 - 2500 v.Chr. (Andes pre-keramiek V)